# Friends & Lovers (film 1999)
Friends & Lovers è un film statunitense romantico-drammatico del 1999, diretto e sceneggiato da George Hass, ed interpretato da Stephen Baldwin, Robert Downey Jr. e Claudia Schiffer.

## Critica
Il film ha avuto per lo più critiche negative. Su Rotten Tomatoes ha avuto un punteggio di 2.5 su 10. Anche il critico Roger Ebert lo ha stroncato, definendolo un esempio di pessimo film e spiegando che tutto, dai dialoghi ai costumi e dalla sceneggiatura alla regia, sia stato gestito male.